# Ranoidea subglandulosa
Ranoidea subglandulosa – gatunek płaza bezogonowego z podrodziny Pelodryadinae w rodzinie rzekotkowatych (Hylidae).

## Występowanie
Płaz ten jest endemitem, występuje we wschodniej Australii – w północno-wschodniej części stanu Nowa Południowa Walia oraz na przyległym niewielkim obszarze w południowo-wschodniej części stanu Queensland. Gatunek żyje w pobliżu wolno płynących i małych strumieni, potoków i rzek w suchych i wilgotnych lasach twardolistnych, lasach deszczowych, lasach górskich i na wrzosowiskach; stwierdzono go także wzdłuż strumieni przepływających przez pastwiska.

## Status zagrożenia
Gatunek jest narażony na wyginięcie głównie z powodu utraty naturalnych siedlisk; do gwałtownych spadków liczebności w latach 80. XX wieku prawdopodobnie przyczyniła się grzybicza choroba – chytridiomikoza.